# Xiangshuitan Shuiku
Xiangshuitan Shuiku (kinesiska: 响水潭水库) är en reservoar i Kina. Den ligger i provinsen Guangdong, i den södra delen av landet, omkring 120 kilometer söder om provinshuvudstaden Guangzhou. Xiangshuitan Shuiku ligger 31 meter över havet. Arean är 0,71 kvadratkilometer. Den ligger vid sjön Qishan Shuiku. Omgivningarna runt Xiangshuitan Shuiku är en mosaik av jordbruksmark och naturlig växtlighet. Den sträcker sig 1,1 kilometer i nord-sydlig riktning, och 1,2 kilometer i öst-västlig riktning.
Genomsnittlig årsnederbörd är 2 336 millimeter. Den regnigaste månaden är maj, med i genomsnitt 370 mm nederbörd, och den torraste är januari, med 27 mm nederbörd.